# Hassela kyrkby
Hassela kyrkby is een plaats in de gemeente Nordanstig in het landschap Hälsingland en de provincie Gävleborgs län in Zweden. De plaats heeft 164 inwoners (2005) en een oppervlakte van 50 hectare.